# DiY networking
DIY networking es un término general que engloba diferentes tipos de redes de base, como la red comunitaria inalámbrica, la red en malla o la red ad-hoc, haciendo hincapié en la posibilidad que ofrece la tecnología inalámbrica de crear redes de área local (LAN) "fuera de línea" o "fuera de la nube", que pueden funcionar fuera de Internet. La red "Do it yourself" (Hágalo usted mismo) se basa en esas redes LAN inalámbricas que se crean orgánicamente mediante la interconexión de nodos que pertenecen a personas u organizaciones pequeñas y que se despliegan en ellas. Incluso cuando se puede acceder fácilmente a Internet, esas redes DiY constituyen una opción alternativa y autónoma de comunicación y servicios, que 1) garantiza que todos los dispositivos conectados estén en proximidad física de facto, 2) ofrece oportunidades y capacidades novedosas para combinaciones creativas de contacto virtual y físico, 3) permite el acceso libre, anónimo y fácil, sin necesidad de aplicaciones preinstaladas ni credenciales, y 4) puede crear sentimientos de propiedad e independencia, y conducir a la apropiación del espacio híbrido a largo plazo.
Las redes DiY siguen la subcultura del "hágalo usted mismo" y proporcionan los medios tecnológicos para procesos más participativos, beneficiándose del compromiso de las bases de los ciudadanos en el diseño de un espacio híbrido, digital y físico, a través de nuevas formas de redes sociales, de crowdsourcing y de ciencia ciudadana. Sin embargo, para que estas posibilidades se materialicen hay muchos desafíos prácticos, sociales, políticos y económicos que deben abordarse.
Aunque DiY también podría utilizarse con fines ilegales, el concepto DiY se ha ido popularizando cada vez más en la literatura académica, el activismo, el arte, los medios populares y la práctica cotidiana, y especialmente en el caso de las redes de comunicaciones hay cada vez más documentos científicos, libros y artículos en línea relacionados. Existe un gran potencial para nuevos, novedosos y gratuitos servicios y oportunidades conscientes de la localidad que exigen un acceso anónimo y fácil, como las redes sociales en línea (OSN) a través de los sitios basados en DiY. Las computadoras de una sola placa, como Arduino, o Raspberry Pi, se utilizan comúnmente para los fines de las redes DiY, ya que esas computadoras son de código abierto, relativamente baratas, tienen poca demanda de energía, soportan múltiples protocolos y son portátiles.
En 2016, el marco de financiación de la investigación Horizonte 2020 de la Unión Europea, y más concretamente las CAPS (Plataformas de Concienciación Colectiva para la Sostenibilidad y la Innovación Social) ha financiado dos proyectos de tres años de duración sobre la creación de redes de bricolaje: 1) el proyecto MAZI, "A DIY networking toolkit for location-based collective awareness", centrado en redes de pequeña escala y destinado a proporcionar herramientas y conocimientos interdisciplinarios para que personas o pequeños grupos creen sus propias redes off-the-cloud, y 2) el proyecto netCommons, "Network Infrastructure as Commons", centrado en las redes comunitarias de gran escala existentes como Guifi.net, Freifunk, Ninux y que combina la investigación de diferentes disciplinas en estrecha colaboración con actores clave para abordar importantes retos económicos, sociales y políticos a los que se enfrentan estas redes en la actualidad.
En cuanto a la terminología, se suele criticar el uso de la expresión "hágalo usted mismo" para caracterizar los proyectos de acción colectiva, como la creación de una red. Otros términos alternativos, más "colaborativos", incluyen "Hágalo con otros", "Hágalo juntos" o "Hágalo usted mismo". La preferencia por el término "hágalo usted mismo" es en primer lugar práctica, ya que es una abreviatura común que no necesita explicación. Pero también subraya el hecho de que aunque no es posible construir toda una red por sí mismo, sí puede construir por sí mismo, o por sí mismo, uno de sus nodos. Y aunque este nodo se construye a menudo utilizando equipo comercial de venta al público, sigue estando situado en su espacio, es propiedad suya, instalado y mantenido por usted.